# Asper (Gavere)
Asper – dzielnica (deelgemeente) gminy Gavere w Belgii, w Regionie Flamandzkim, w prowincji Flandria Wschodnia, w okręgu Gandawa. 1 stycznia 2020 roku liczyła 4572 mieszkańców. Do 31 grudnia 1976 samodzielna gmina. Leży nad Skaldą.

## Demografia
Liczba mieszkańców, stan na 1 stycznia:
| Rok                | 1930 | 1947 | 1961 | 2020 |
| ------------------ | ---- | ---- | ---- | ---- |
| Liczba mieszkańców | 2173 | 2443 | 2602 | 4572 |